# Přemysl Hainý
Přemysl Hainý, češki hokejist, * 18. december 1925, Praga, Češka, † 24. oktober 1993, Češka. 
Hainý je za češkoslovaško reprezentanco igral na enih olimpijskih igrah, kjer je bil dobitnik srebrne medalje, ter enem svetovnem prvenstvu (brez olimpijskih iger), kjer je bil dobitnik zlate medalje. 